# Adeje
Adeje ist eine Stadt im Südwesten der Kanarischen Insel Teneriffa. Sie hat eine Fläche von 105,94 km² auf einer durchschnittlichen Höhe von 280 m über dem Meeresspiegel. Die Einwohnerzahl beträgt 50.549 Einwohner (Stand: 2024). Wichtigste Stadtteile sind die Touristengebiete Costa Adeje mit dem zusammengewachsenen Gebiet von Torviscas und Playa Fañabé an der Küste. Costa Adeje ist im Süden mit Playa de las Américas, das zur Gemeinde Arona gehört, zusammengewachsen. Ein großes Gewerbegebiet befindet sich in der Ortslage „Los Olivos“ im Nordosten der Gemeinde, nahe der Autobahn TF-1.

## Ortsteile
Die einzelnen Ortschaften, die zu Adeje gehören, sind: Armeñime, Barriada De Fyefes, La Caldera, La Caleta, Callao Salvaje, Costa Adeje, Las Cancelas, La Concepción, Fañabé, Ifonche, Marazul, Los Menores, Miraverde, Las Moraditas, Iboybo, El Pinque, Playa Paraíso, Playas de Fañabé, El Puertito, Ricasa, San Eugenio, Taucho, Tijoco und Torviscas.
| Verteilung der Einwohner auf die Ortsteile: | Verteilung der Einwohner auf die Ortsteile: |
| Ortsteil                                    | Einwohner                                   |
| ------------------------------------------- | ------------------------------------------- |
| Adeje                                       | 16.476                                      |
| Adeje Casco                                 | 3.133                                       |
| Costa Adeje                                 | 25.063                                      |
| Costa Adeje – El Beril                      | 115                                         |
| Costa Adeje – Playas de Fañabé              | 525                                         |
| Costa Adeje – Playas del Duque              | 1.206                                       |
| Costa Adeje – San Eugenio                   | 3.370                                       |
| Costa Adeje – Torviscas                     | 6.647                                       |
| Summe                                       | 56.535                                      |

(Stand 2013)

## Kultur und Sehenswürdigkeiten

### Bauwerke

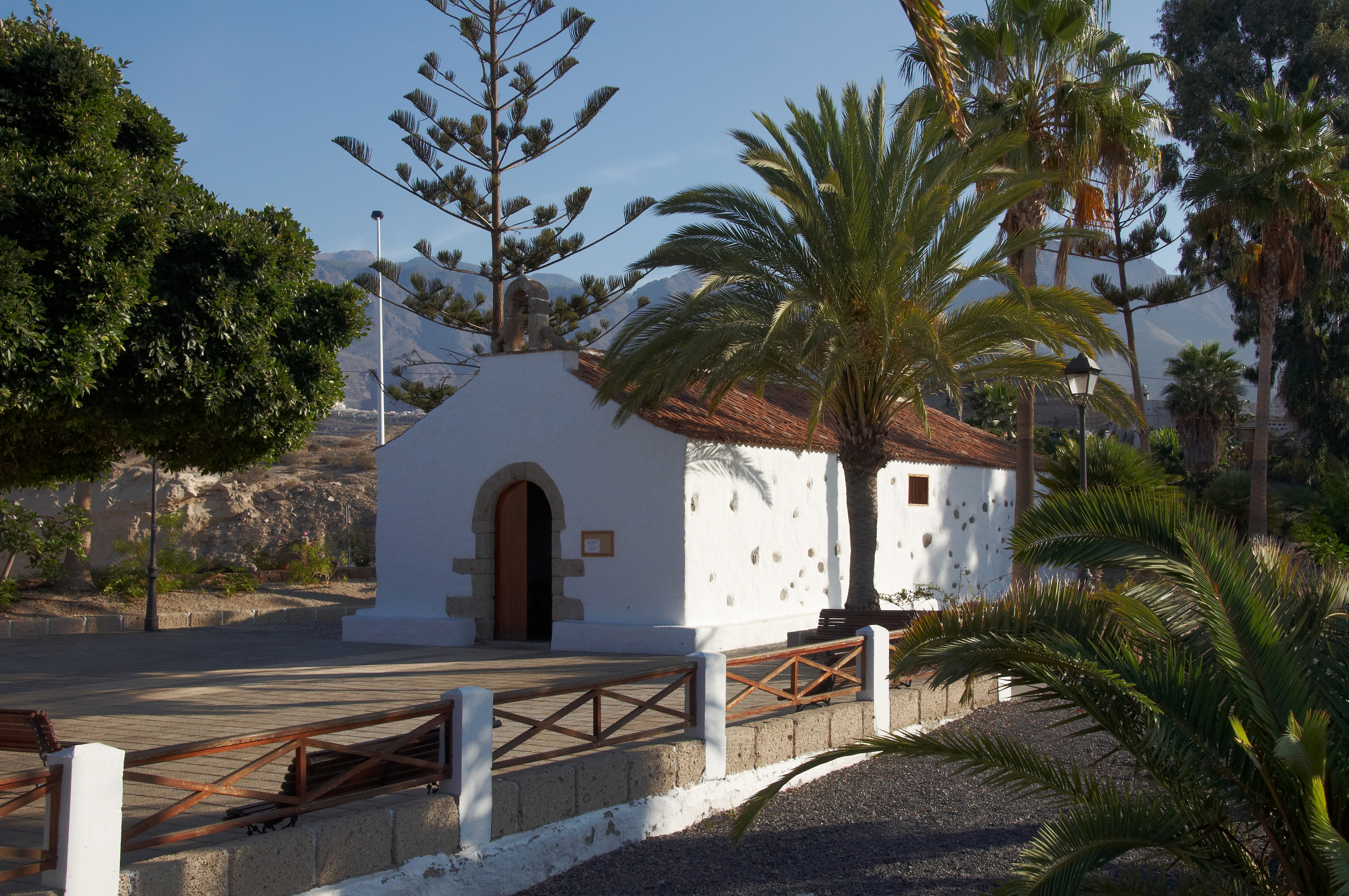
Kapelle San Sebastian

In Adeje gibt es eine Reihe von Bauwerken und eine archäologische Fundstätte, die als geschütztes Kulturerbe (Bien de Interés Cultural) unter Denkmalschutz stehen:
- Die Kirche Santa Úrsula wurde zu Beginn des 16. Jahrhunderts als einfache Kapelle errichtet. Ab 1560 war sie reguläre Pfarrkirche. Das Seitenschiff und die Rosenkranzkapelle wurden noch im 16. Jahrhundert hinzugefügt. Bei Erweiterungen im 17. und 18. Jahrhundert wurden das Hauptschiff und der Altarraum angebaut.[6] Von der Figur der Jungfrau von Candelaria in der Seitenkapelle wird angenommen, dass sie eine Kopie der ersten Plastik der Schutzheiligen der Kanarischen Inseln ist, die am Ende des 14. Jahrhunderts auf der Insel auftauchte.[7]

- Die Casa Fuerte ist ein Gebäudekomplex mit einer Grundfläche von etwa 10.000 m². Sie wurde im Jahr 1556 zur Verteidigung gegen Piratenangriffe erbaut. Im 18. Jahrhundert ließ Domingo José de Herrera y Rojas, der letzte Marques de Adeje der dort wohnte, umfangreiche Renovierungen durchführen. Am Ende des 19. Jahrhunderts wurde ein großer Teil des Anwesens durch ein Feuer zerstört.[8]

- Das ehemalige Kloster Convento Franciscano de Nuestra Señora de Guadalupe y San Pablo wurde im Jahr 1679 durch die Initiative und Förderung des ersten Markgrafen von Adeje, Juan Bautista de Ponte y Pagés, gegründet. Sein Wappen ist auf der Eingangsfassade der Kirche zu sehen. Im Kloster lebten nie mehr als acht bis neun Mönche. Im Jahr 1802 waren es nur zwei. Im Rahmen der Desamortisation in Spanien wurde das Kloster im Jahr 1835 aufgelöst. Im 19. Jahrhundert wurde an Stelle der verfallenen Klostergebäude das heutige Rathaus gebaut.[9]

- Der Conjunto Histórico del Caserío de Taucho ist eine Ansiedlung, die seit dem Ende des 15. Jahrhunderts in einer Höhe von 870 m bis 950 m über dem Meeresspiegel im Zentrum der heutigen Stadt Adeje besteht. Hier gründeten die ersten kastilischen Siedler zusammen mit den überlebenden Ureinwohner einen Ort, der seit dieser Zeit eher ungeordnet entstanden ist. Die Gebäude zeigen die unterschiedlichsten Baustile die im Lauf der Zeit verwendet wurden.[10]

- Die archäologische Fundstätte von Morro Grueso liegt zwischen dem Barranco del Agua im Norden und dem Barranco de Fañabé im Süden. Es handelt sich um eine Anhäufung von Basaltblöcken, auf denen sich auf 18 Flächen Felsritzungen befinden. Dabei handelt es sich um gerade Linien die parallel oder über Kreuz verlaufen. Bei drei Motiven finden sich auch elliptisch angeordnete Linien. Die Bedeutung dieser, vermutlich von den Ureinwohnern der Insel geschaffenen Gravierungen, ist bisher nicht sicher geklärt.[11]

### Grünflächen und Naherholung
- Das Naturschutzgebiet Barranco del Infierno (deutsch: Höllenschlucht) mit seiner abwechslungsreichen Flora und Fauna und zahlreichen Terrassen und Steilhängen ist eines der beliebtesten Ausflugsziele der Gemeinde.
- Die beiden Wasserparks „Aqualand Costa Adeje“ und Siam Park.
- Die Orte „El Puertito“ und „La Caleta“ waren neben „El Balito“ die ersten Verbindungen zur Außenwelt über den Seeweg, bis die Landstraßen im Jahr 1960 verbessert wurden. Über diese beiden Orte wurde die Produktion von Bananen und Tomaten verfrachtet.
- Zwischen El Puertito und La Caleta befinden sich die Steilküsten von Adeje und die Playa Diego Hernández[12], die geschützte Naturräume sind. Böden und Vegetation des Gebietes sind vulkanisch geprägt.

## Städtepartnerschaften
Adeje pflegt Städtepartnerschaften mit Bischofshofen im österreichischen Bundesland Salzburg und mit der bayerischen Gemeinde Unterhaching bei München in Deutschland.

## Persönlichkeiten
- Agoney (* 1995), Sänger, Komponist und Performer